# Kevin Connolly
Kevin Connolly (Patchogue, 1974. március 5. –) amerikai színész, filmrendező.
Eric Murphyként szerepelt a HBO Törtetők című sorozatában. 2009-ben Golden Globe-jelölést kapott, mint legjobb férfi főszereplő (musical- vagy vígjátéksorozat). Az 1990-es évek folyamán állandó szereplőként feltűnt az Unhappily Ever After című szitkomban is. Filmszerepei közé tartozik a Törtetők 2015-ös filmváltozata, a Szerelmünk lapjai című 2004-es, valamint a Nem kellesz eléggé és A csúf igazság című 2009-es romantikus filmek.
Rendezőként jegyzi egyebek mellett a Kertész az édenkertben (2007) című vígjáték-drámát és a 2018-ban bemutatott Gotti című életrajzi drámát. Utóbbiért Arany Málna díjra jelölték, mint legrosszabb rendező.

## Élete és pályafutása
A New York állambeli Patchogue községben született.

## Filmográfia

### Film

#### Rendező és producer
| Év   | Magyar cím             | Eredeti cím                  | Feladatkör | Feladatkör      | Megjegyzések |
| Év   | Magyar cím             | Eredeti cím                  | Rendező    | Vezető producer | Megjegyzések |
| ---- | ---------------------- | ---------------------------- | ---------- | --------------- | ------------ |
| 2003 |                        | Whatever We Do               | Igen       | Nem             | rövidfilm    |
| 2007 | Kertész az édenkertben | Gardener of Eden             | Igen       | Nem             |              |
| 2008 |                        | Game ft. Ne-Yo: Camera Phone | Igen       | Nem             | videóklip    |
| 2013 |                        | Dog It Down                  | Nem        | Koproducer      | rövidfilm    |
| 2015 | Ételre-halálra         | Consumed                     | Nem        | Igen            |              |
| 2016 | A szeretet könyve      | The Book of Love             | Nem        | Igen            |              |
| 2016 | Kedves Eleanor         | Dear Eleanor                 | Igen       | Nem             |              |
| 2018 | Gotti                  | Gotti                        | Igen       | Nem             |              |

#### Színész
| Év   | Magyar cím                   | Eredeti cím                        | Szerep           | Magyar hang      |
| ---- | ---------------------------- | ---------------------------------- | ---------------- | ---------------- |
| 1990 | Rocky V.                     | Rocky V                            | Chickie          |                  |
| 1992 | Alan és Naomi                | Alan & Naomi                       | Shaun Kelly      | Előd Botond      |
| 1993 | Beverly Hill-dili            | The Beverly Hillbillies            | Morgan Drysdale  | Bartucz Attila   |
| 1995 | Kerek világ                  | Angus                              | Andy             | Harsányi Bence   |
| 1997 | Merülés                      | Sub Down (Sub Down: Take the Dive) | Holliday tizedes |                  |
| 1999 | Téboly City – Út az őrületbe | Tyrone (Bad Trip)                  | Sam Adams        |                  |
| 2001 | Don kocsmája                 | Don's Plum                         | Jeremy           | Seszták Szabolcs |
| 2002 |                              | Devious Beings                     | Casey            |                  |
| 2002 | John Q – Végszükség          | John Q.                            | Steve Maguire    | Seszták Szabolcs |
| 2002 | Antwone Fisher története     | Antwone Fisher                     | Slim             | Tóth Roland      |
| 2004 | Szerelmünk lapjai            | The Notebook                       | Fin              | Szokol Péter     |
| 2005 |                              | The Check Up                       | Mike             |                  |
| 2009 | Nem kellesz eléggé           | He's Just Not That into You        | Conor Barry      | Seszták Szabolcs |
| 2009 | A csúf igazság               | The Ugly Truth                     | Jim Ryan         |                  |
| 2010 | A paripa                     | Secretariat                        | Bill Nack        | Elek Ferenc      |
| 2010 |                              | Wax On, F*ck Off (rövidfilm)       | önmaga           |                  |
| 2014 | Érj el!                      | Reach Me                           | Roger            | Hamvas Dániel    |
| 2015 | Törtetők                     | Entourage                          | Eric 'E' Murphy  | Hamvas Dániel    |
| 2020 |                              | Chick Fight                        | Dr. Roy          |                  |
| 2024 |                              | Krazy House                        | Jesus            |                  |

### Televízió
| Év        | Magyar cím          | Eredeti cím               | Szerep                                               | Megjegyzések                                         |
| --------- | ------------------- | ------------------------- | ---------------------------------------------------- | ---------------------------------------------------- |
| 1992      |                     | Great Scott!              | Larry O'Donnell                                      | állandó szereplő (13 epizód)                         |
| 1993      |                     | Wings                     | Scotty Nelson                                        | 1 epizód                                             |
| 1994      |                     | Getting By                | Spider                                               | 1 epizód                                             |
| 1995–1999 |                     | Unhappily Ever After      | Ryan Malloy                                          | - állandó szereplő (100 epizód) - rendező (6 epizód) |
| 2000      |                     | Up, Up and Away           | Malcolm                                              | tévéfilm                                             |
| 2001      |                     | First Years               | Joe                                                  | 5 epizód                                             |
| 2004–2011 | Törtetők            | Entourage                 | Eric 'E' Murphy                                      | - állandó szereplő (96 epizód) - rendező (2 epizód)  |
| 2007      | Robotcsirke         | Robot Chicken             | pszichiáter / Cowboy Curtis / Leonard Baker (hangja) | 1 epizód                                             |
| 2013      |                     | ESPN 30 for 30            | rendező                                              | dokumentumsorozat (1 epizód)                         |
| 2014      | Barátaim jobb élete | Friends with Better Lives | Bobby Lutz                                           | állandó szereplő (13 epizód)                         |
| 2016      | A legnagyobb dobás  | Pitch                     | Charlie Graham                                       | visszatérő szereplő (5 epizód)                       |
| 2018      | Blöff               | Snatch                    | rendező                                              | 3 epizód                                             |
| 2019      | Az eskü             | The Oath                  | James Hoke                                           | 2 epizód                                             |

## Díjak és jelölések
| Év   | Díj                             | Kategória                                                                 | Jelölt mű                     | Eredmény |
| ---- | ------------------------------- | ------------------------------------------------------------------------- | ----------------------------- | -------- |
| 1993 | Young Artist Award              | Legjobb fiatal mellékszereplő színész televíziós sorozatban               | Great Scott!                  | Jelölve  |
| 2005 | Satellite Award                 | Legjobb színész (musical vagy vígjátéksorozat)                            | Törtetők                      | Jelölve  |
| 2006 | Teen Choice Awards              | Legjobb televíziós „kémia”                                                | Törtetők                      | Jelölve  |
| 2007 | Tribeca Filmfesztivál           | Legjobb narratív játékfilm                                                | Kertész az édenkertben (2007) | Jelölve  |
| 2007 | Screen Actors Guild-díj         | - Legjobb szereplőgárda (vígjátéksorozat) - (többi szereplővel megosztva) | Törtetők                      | Jelölve  |
| 2008 | Monte-Carlo Television Festival | Kiemelkedő színész (vígjátéksorozat)                                      | Törtetők                      | Jelölve  |
| 2008 | Screen Actors Guild-díj         | - Legjobb szereplőgárda (vígjátéksorozat) - (többi szereplővel megosztva) | Törtetők                      | Jelölve  |
| 2009 | Screen Actors Guild-díj         | - Legjobb szereplőgárda (vígjátéksorozat) - (többi szereplővel megosztva) | Törtetők                      | Jelölve  |
| 2009 | Golden Globe-díj                | Legjobb férfi főszereplő (musical vagy vígjátéksorozat)                   | Törtetők                      | Jelölve  |
| 2019 | Arany Málna díj                 | Legrosszabb rendező                                                       | Gotti (2018)                  | Jelölve  |

## Fordítás
- Ez a szócikk részben vagy egészben  a   Kevin Connolly (actor) című angol Wikipédia-szócikk fordításán alapul.  Az eredeti cikk szerkesztőit annak laptörténete sorolja fel. Ez a jelzés csupán a megfogalmazás eredetét és a szerzői jogokat jelzi, nem szolgál a cikkben szereplő információk forrásmegjelöléseként.